# Minioniella
Minioniella is een geslacht van weekdieren uit de klasse van de Gastropoda (slakken).

## Soort
- Minioniella heleneae Fraussen & Stahlschmidt, 2016